# Los teloneros
Los teloneros fue un programa de información en clave de humor producido por La Fábrica de la Tele para Cuatro. El formato, emitido entre el 13 de septiembre y el 29 de octubre de 2021, contó con Antonio Castelo y Miguel Lago como presentadores.

## Formato
Los teloneros se encargan de presentar diariamente la información y repasar la actualidad a través del humor ácido y la ironía, todo ello a través de varias secciones:
- La imagen del día: en esta sección se presenta y comenta la imagen o imágenes más destacadas de la jornada en tono de humor.
- Tonto a las tres: cada día a las 15:00 horas, en esta sección se habla de un personaje diferente.
- Comediaset: en ella aparecen aquellos detalles que suceden en programas o en los pasillos de Mediaset y que suelen pasar desapercibidos. Incluso tienen cabida los rumores.
- ¡Vaya croacks!: esta sección está dedicada a las personas valientes y comprometidas, aunque hay otras que, a pesar de sus buenas intenciones, no salen muy bien paradas.
- Fascismos por el mundo: aquí se comentan los extremismos políticos que hay en otros países.
- Internaciomal: en esta parte del programa comparan aspectos de otros países con respecto a España, ya que lo de fuera no es siempre lo mejor.
- Aguantando la conspiración: se trata de un repaso de las confabulaciones que rondan actualmente por la sociedad.
- Tiktolilis: esta sección se basa en comentar o incluso replicar la publicación de moda del día en redes sociales.
- Teleneros: aquí repasan el mundo de la televisión más allá de Mediaset.[2][3]

## Equipo del programa

### Presentadores
| Cadena          | Información                         | Cuatro (canal de televisión) |
| Año             |                                     | 2021                         |
| --------------- | ----------------------------------- | ---------------------------- |
| Antonio Castelo | Cómico y presentador de televisión. |                              |
| Miguel Lago     | Humorista y actor.                  |                              |
| Carme Chaparro  | Periodista.                         |                              |

## Audiencias
| Temporada | Temporada | Programas | Estreno                  | Final                 | Audiencia media | Audiencia media | Audiencia media |
| Temporada | Temporada | Programas | Estreno                  | Final                 | Espectadores    | Cuota           |                 |
| --------- | --------- | --------- | ------------------------ | --------------------- | --------------- | --------------- | --------------- |
|           | 1         | 34        | 13 de septiembre de 2021 | 29 de octubre de 2021 | 204 000         | 2,4%            |                 |

### Temporada 1 (2021)
| 1  | 13 de septiembre de 2021 | 273 000 (3,0%) |
| 2  | 14 de septiembre de 2021 | 274 000 (3,1%) |
| 3  | 15 de septiembre de 2021 | 259 000 (3,0%) |
| 4  | 16 de septiembre de 2021 | 190 000 (2,2%) |
| 5  | 17 de septiembre de 2021 | 183 000 (2,2%) |
| 6  | 20 de septiembre de 2021 | 258 000 (2,8%) |
| 7  | 21 de septiembre de 2021 | 288 000 (3,3%) |
| 8  | 22 de septiembre de 2021 | 246 000 (2,8%) |
| 9  | 23 de septiembre de 2021 | 228 000 (2,5%) |
| 10 | 24 de septiembre de 2021 | 238 000 (2,7%) |
| 11 | 27 de septiembre de 2021 | 219 000 (2,4%) |
| 12 | 28 de septiembre de 2021 | 214 000 (2,5%) |
| 13 | 29 de septiembre de 2021 | 171 000 (1,9%) |
| 14 | 30 de septiembre de 2021 | 183 000 (2,1%) |
| 15 | 1 de octubre de 2021     | 178 000 (2,2%) |
| 16 | 4 de octubre de 2021     | 211 000 (2,9%) |
| 17 | 5 de octubre de 2021     | 204 000 (2,4%) |
| 18 | 6 de octubre de 2021     | 213 000 (2,5%) |
| 19 | 7 de octubre de 2021     | 166 000 (2,0%) |
| 20 | 8 de octubre de 2021     | 221 000 (2,7%) |
| 21 | 11 de octubre de 2021    | 201 000 (2,4%) |
| 22 | 13 de octubre de 2021    | 201 000 (2,4%) |
| 23 | 14 de octubre de 2021    | 185 000 (2,2%) |
| 24 | 15 de octubre de 2021    | 160 000 (2,0%) |
| 25 | 18 de octubre de 2021    | 195 000 (2,3%) |
| 26 | 19 de octubre de 2021    | 259 000 (3,0%) |
| 27 | 20 de octubre de 2021    | 193 000 (2,3%) |
| 28 | 21 de octubre de 2021    | 215 000 (2,5%) |
| 29 | 22 de octubre de 2021    | 152 000 (1,8%) |
| 30 | 25 de octubre de 2021    | 193 000 (2,2%) |
| 31 | 26 de octubre de 2021    | 173 000 (2,1%) |
| 32 | 27 de octubre de 2021    | 191 000 (2,3%) |
| 33 | 28 de octubre de 2021    | 220 000 (2,6%) |
| 34 | 29 de octubre de 2021    | 182 000 (2,2%) |